# Nowosybirsk-Gławnyj
Nowosybirsk – stacja kolejowa w Nowosybirsku, w obwodzie nowosybirskim, w Rosji. Stacja posiada 8 peronów.